# Richard Edmund Neal
Richard Edmund Neal (Worcester, 14 de fevereiro de 1949) é um político americano servindo como Câmara dos Representantes dos do primeiro distrito congressional de Massachusetts desde 1989. O distrito, numerado como o segundo de 1989 a 2013, inclui Springfield, West Springfield, Pittsfield, Holyoke, Agawam, Chicopee e Westfield, e é muito mais rural do que o resto do estado. Membro do Partido Democrata, Neal é reitor das delegações de Massachusetts à Câmara dos Representantes dos Estados Unidos desde 2013 e também reitor das delegações da Câmara da Nova Inglaterra.
Neal é católico. Ele mora em Springfield com sua esposa Maureen Neal. Eles têm quatro filhos: Rory Christopher, Brendan Conway, Maura Katherine e Sean Richard. Além de suas funções como congressista, Neal ministra um curso de jornalismo na Universidade de Massachusetts Amherst chamado "The Politician and the Journalist".